# Schriften des Vereins für Geschichte des Bodensees und seiner Umgebung
Die Schriften des Vereins für Geschichte des Bodensees und seiner Umgebung (abgekürzt Schrr VG Bodensee, seltener auch SVGB) sind eine seit 1869 vom Verein für Geschichte des Bodensees und seiner Umgebung herausgegebene Zeitschrift, in welcher Beiträge zur Landesgeschichte und Naturkunde des Bodenseeraums veröffentlicht werden.

## Untersuchungsgebiet
Die Schriften des Vereins für Geschichte des Bodensees und seiner Umgebung besitzen kein trennscharf definiertes Untersuchungsgebiet, sondern stehen für alle Beiträge offen, die einen Bezug zum Bodensee und seinen Uferlandschaften besitzen. Bei der bibliographischen Erfassung der landeskundlichen Literatur werden die folgenden Gebiete zum Bodenseeraum gezählt (von Norden aus im Uhrzeigersinn): der Süden des Landkreises Sigmaringen (Raum Pfullendorf), der Bodenseekreis, der Landkreis Ravensburg, der Landkreis Lindau, das Land Vorarlberg, das Fürstentum Liechtenstein, der nördliche und der östliche Kanton St. Gallen (im Süden bis Sargans), die Kantone Appenzell Ausserrhoden, Appenzell Innerrhoden, Thurgau und Schaffhausen, der Landkreis Konstanz.

## Geschichte

### 1869 bis 1918
Als der „Verein für Geschichte des Bodensees und seiner Umgebung“ 1868 gegründet wurde, war zunächst keine regelmäßig erscheinende Vereinszeitschrift vorgesehen, weil der Druck allein aus den Mitgliederbeiträgen nicht hätte finanziert werden können. Doch im darauffolgenden Jahr setzten öffentliche Zuwendungen den Verein in die Lage, mit dem Druck seiner Schriften zu beginnen. Die Schriftleitung lag beim Lindauer Stadtpfarrer Gustav Reinwald, der seinen Schwiegervater Johann Thomas Stettner als Verleger gewann. In den Anfangsjahrzehnten bildeten die Pfahlbauten am Bodensee einen Themenschwerpunkt, ebenso die römerzeitlichen Fundstellen sowie Orts- und Personengeschichten des Mittelalters und der frühen Neuzeit; im naturkundlichen Teil überwogen geologische Beiträge. Ein bis heute wertvolles Hilfsmittel sind die Urkunden-Regesten aus Archiven rund um den Bodensee, die in den 1870er und 1880er Jahren als Beihefte erschienen.
In den 1890er Jahren gingen die Beiträge zu vorgeschichtlichen und römerzeitlichen Themen stark zurück; die meisten historischen Beiträge behandelten seither das Mittelalter und die frühe Neuzeit. Im naturwissenschaftlichen Teil wurde die Limnologie bedeutsam, eine damals neue Wissenschaft, die den See erstmals nicht unter einzelnen Gesichtspunkten analysierte, sondern als zusammenhängendes Ökosystem verstand. Der Anstoß ging von den innovativen Forschungen des François-Alphonse Forel über den Genfersee aus. Sie veranlassten den Vereinspräsidenten Graf Eberhard von Zeppelin dazu, bei den Regierungen der fünf Bodensee-Uferstaaten – die Österreichisch-Ungarische Monarchie, die Königreiche Bayern und Württemberg, das Großherzogtum Baden und die Schweizerische Eidgenossenschaft – eine genaue Vermessung und naturwissenschaftliche Erforschung des Bodensees anzuregen. Deren Ergebnisse, die Bodensee-Forschungen, erschienen zwischen 1893 und 1902 als Beihefte zu den Schriften.
Von 1901 an wurden die Schriften von Rudolf Huber in Frauenfeld gedruckt. Da in der Schweiz gutes Papier verfügbar war, konnten sie auch während des Ersten Weltkriegs in guter Qualität erscheinen. Das Jahresheft für 1918, eine opulente Festschrift zum fünfzigsten Vereinsjubiläum, brachte den Verein an den Rand des Ruins, weil die Vereinskasse in der wertlos werdenden deutschen Markwährung geführt wurde, der Druck aber in wertbeständigen Schweizer Franken bezahlt werden musste.

### 1918 bis 1948
In den ersten Nachkriegsjahren erschienen die Schriften nicht mehr regelmäßig; auch waren sie überwiegend schmal und auf schlechtem Papier gedruckt. Nach der Währungsreform von 1923 und der Übernahme der Schriftleitung durch den Vorarlberger Landesarchivar Viktor Kleiner erfolgte ab 1925 eine Aufwertung. Die historischen Beiträge jener Jahre behandeln in etwa dasselbe Themenspektrum wie vor dem Krieg und lassen kaum eine Suche nach neuen Wissensgebieten erkennen. Demgegenüber profitierte der naturwissenschaftliche Teil von den neuen Forschungseinrichtungen am See, nämlich der „Anstalt für Bodenseeforschung der Stadt Konstanz“, dem „Verein für Seenforschung und Seenbewirtschaftung“ in Langenargen und der privaten „Biogeologischen Station Mooslachen“ bei Wasserburg des österreichischen Botanikers Helmut Gams, ferner noch der „Drachenstation am Bodensee“ (seit 1933 „Aerologisches Observatorium“) in Friedrichshafen.
Als Reaktion auf die nationalsozialistische „Machtergreifung“ erklärte sich der Bodensee-Geschichtsverein für weltanschaulich neutral. Seine Schriften blieben weitgehend ideologiefrei und boten auch Gegnern des Nationalsozialismus, wie Fritz Harzendorf oder Helmut Wolfgang Faißt, ein Forum. Nach Kriegsbeginn wurden die Schriften von der „Wirtschaftsstelle des Deutschen Buchhandels“ als nicht kriegswichtiges „Heimatschrifttum“ eingestuft und grundsätzlich von der Papierzuteilung ausgeschlossen. Der Schriftleiter und Vizepräsident des Vereins, Bruno Leiner aus Konstanz, verwies gegenüber dem Auswärtigen Amt auf die Bedeutung der Schriften für den kulturellen Austausch zwischen Deutschland und der Schweiz; damit erreichte er, dass während des Krieges immerhin noch zwei Jahrgänge gedruckt werden konnten.

### 1949 bis heute
Seit dem Jahrgang 1949/50 erscheinen die Schriften wieder im Jahresrhythmus. In den Nachkriegsjahrzehnten dominierten thematisch das Spätmittelalter und die frühe Neuzeit sowie die Jahrzehnte um 1800; von bleibendem Wert sind zumal einige große kunstgeschichtliche Aufsätze. In jüngerer Zeit profitieren die Schriften von der historischen und naturwissenschaftlichen Forschung an der 1966 gegründeten Universität Konstanz, die neue Themenfelder erschloss. Den Anfang machte der Konstanzer Mediävist Arno Borst. Die Frühneuzeitforschung steuerte die Ergebnisse eines Projekts über „Regionale Transformation von Wirtschaft und Gesellschaft“ bei (Horst Rabe, Frank Göttmann, Jörn Sieglerschmidt). Seit den 1980er Jahren sind verstärkt Aufsätze zum 19. Jahrhundert und seit den 1990er Jahren zum 20. Jahrhundert erschienen. Seither ist das Verhältnis zwischen der Vormoderne und der Zeit ab 1800 in etwa ausgeglichen. Im naturwissenschaftlichen Teil liegt der Schwerpunkt auf der Limnologie, nicht zuletzt dank den Beiträgen aus dem limnologischen Institut der Universität Konstanz.
Seit 2004 werden die Schriften im Jan-Thorbecke-Verlag (Unternehmensgruppe Schwabenverlag) verlegt.

## Schriften
Die Schriften des Vereins für Geschichte des Bodensees und seiner Umgebung erscheinen seit 1869 als Jahresbände (mit einer längeren Unterbrechung von 1943 bis 1948). Die Bände 1 (1869) bis 138 (2020) sind als Digitalisate bei Bodenseebibliotheken oder der Badischen Landesbibliothek Schriften des Vereins für Geschichte des Bodensees und seiner Umgebung in RegionaliaOpen – Open-Access-Publikationsserver für den Südwesten der Badischen Landesbibliothek verfügbar.

## Schriftleiter
- 1869–1898: Gustav Reinwald, Lindau
- 1898–1911: Johannes Meyer, Frauenfeld
- 1912–1920: Friedrich Schaltegger, Frauenfeld
- 1920–1925: Hermann Gnau, Konstanz
- 1925–1939: Viktor Kleiner, Bregenz
- 1940–1954: Bruno Leiner, Konstanz
- 1955: Ernst Leisi, Frauenfeld
- 1956–1994: Ulrich Leiner, Konstanz
- 1994–2003: Peter Eitel, Ravensburg
- 1994–2003: Ursula Reck, Friedrichshafen
- seit 2003: Jürgen Klöckler, Konstanz

## Begleitende Publikationen
Neben den oben genannten Regestensammlungen und limnologischen Bodensee-Forschungen erschienen 9 nicht konsequent durchnummerierte, überwiegend monographische Sonderbände der Schriften. Zwischen 1937 und 1955 gab der Verein als Ergänzung zu den Schriften die Heimatkundlichen Mitteilungen heraus. Sie sollten vierteljährlich erscheinen und kleine Beiträge, Vereinsnachrichten und Veranstaltungshinweise enthalten. Der Zweite Weltkrieg und die Hemmnisse der Nachkriegszeit verhinderten die Entwicklung dieser Reihe.